# Isabella Scherer
Isabella Medeiros Scherer (Florianópolis, 17 de fevereiro de 1996) é uma atriz e empresária brasileira. É filha do ex-nadador brasileiro Fernando Scherer, o Xuxa, com Vanessa Medeiros. Em 2021, Isabella venceu a oitava temporada do reality culinário MasterChef Brasil, transmitido pela Band.

## Biografia
Filha de um nadador, a jovem chegou a treinar na infância para dar continuidade à carreira esportiva em que o pai foi medalhista, mas escolheu seguir a vertente artística.
Aos 14 anos, deixou as piscinas de lado e iniciou os estudos na escola de teatro Wolf Maia. Aos 15, abriu um canal no YouTube e um blog de moda, beleza e lifestyle, mantendo os projetos até os 19 anos.
Isabella começou a faculdade de moda, mas trancou a matrícula para se dedicar à carreira de atriz. Em 2018, começou sua marca de roupas chamada Serê.

## Carreira
Estreou na televisão em 2012, interpretando duas personagens, Katy & Apelônia, na série Família Imperial, do Canal Futura. Em 2014, foi Aline na série Experimentos Extraordinários do Cartoon Network. Em 2015, estreou no cinema interpretando Mariana no filme Califórnia. Em 2016, interpretou a vilã Sarita na terceira temporada da série Que Talento!, do Disney Channel. 
Em 2017, estreou na TV aberta na vigésima quinta temporada de Malhação, interpretando a mimada Clara. Em 2019, ela fez uma aparição especial em Psi. No mesmo ano, interpretou a protagonista Paloma na primeira fase da novela Bom Sucesso, da TV Globo.
Em 2021, foi a vencedora da oitava temporada do MasterChef Brasil, levando o prêmio de R$ 300 mil, bolsa de estudos no Le Cordon Bleu , cartão de compras de um ano na Amazon.com no valor de R$ 5 mil por mês, produtos de cozinha da Britânia e Brastemp, uma viagem a “Um Destino Gastronómico Inesquecível” e o troféu MasterChef.

## Vida pessoal
Entre 2015 e 2019 namorou o ator e cantor Fiuk. Apesar de serem fotografados juntos, o relacionamento não foi confirmado pelos dois, que evitam falar sobre o assunto.
Pouco depois, começou a namorar o modelo e surfista Rodrigo Calazans. Em março de 2022, anunciou estar grávida de gêmeos. Isabella deu à luz Mel e Bento no dia 29 de agosto de 2022, através de parto cesáreo realizado na maternidade Pro Matre, em São Paulo.

## Filmografia

### Televisão
| Ano       | Título                       | Personagem               | Notas                   | Ref.          |
| --------- | ---------------------------- | ------------------------ | ----------------------- | ------------- |
| 2012–2013 | Família Imperial             | Katy                     | Participação            |               |
| 2012–2013 | Família Imperial             | Apelônia                 | Participação            |               |
| 2014      | Experimentos Extraordinários | Aline                    |                         |               |
| 2016      | Que Talento!                 | Sarita                   | Temporada 3             |               |
| 2017–2018 | Malhação: Viva a Diferença   | Clara Becker Gutierrez   | Temporada 25            | [ 12 ]        |
| 2019      | Psi                          | Helen                    | Episódio: "A Bruxa"     | [ 13 ]        |
| 2019      | Bom Sucesso                  | Paloma (jovem)           | Episódio: "30 de julho" | [ 14 ]        |
| 2021      | MasterChef Brasil            | Participante (Vencedora) | Temporada 8             | [ 15 ] [ 16 ] |

### Cinema
| Ano  | Filme      | Personagem |
| ---- | ---------- | ---------- |
| 2015 | Califórnia | Mariana    |